# Émile Verhaeren
Émile Adolphe Gustave Verhaeren (francosko verarén, nizozemsko verhárən), belgijski pesnik, pisatelj in gledališki kritik flamskega rodu, ki je pisal v francoskem jeziku, * 21. maj 1855, Saint-Amands, Belgija, † 27. november 1916, Rouen, Francija.

## Življenjepis
Émile Verhaeren se je rodil leta 1855 v belgijskem Saint-Amandu blizu Antwerpna. Študiral je v Gentu in Louvianu. Po letu 1886 je doživljal težko krizo, vendar jo je premagal in se usmeril socialni otimizem.

## Dela
Verhaerenova lirika je tbrana v zbirkah:
- Flamke (Les Flamandes, 1883)
- Menihi (Les Miones, 1886)
- Večeri (Les Soirs 1887)
- Poraz (Les Débâcles, 1888)
- Črne plamenice (Les Flambeaux, 1890)
- Prikazni na mojih poteh (Les Apparus dans mes Chemins 1891)
- Prividne pokrajine (Les Campagnes hallucinées 1893)
- Mesta hobotnice (Les Villes tentaculaires, 1895)
- Burne moči (Les Forces tumultueuses, 1902) in
- Jasne ure (Heures claires, 1896 - 1911)

Verhaerenova socialno optimistična in simbolistična lirika je imela predhodnika v ameriškemu pesniku W. Whitmanu, ki ne sodi v razvojni tok evropske nove romantike, vendar je konec 19. stoletja močno vplival na nekatere njene predstavnike.
Verhaeren je izšel iz realizma in naturalizma. Polagoma je podobe sodobnega stvarnega življenja začel spajati s simboličnimi idejami in prešel v simbolizem. Miselnost njegove lirike je bila sprva pesimistična in melanholična, pozneje pa izraz optimistične vere v življenje, v industrijsko civilizacijo in prihodnost. Opeval je domačo naravo in ljudi, velemesta, delo, predmestja, tovarne, vero v optimizem, znanost in napredek. Značilnost njegove lirike sta prosti verz in retorišen patos.